# Sheila Young
Sheila Grace Young-Ochowicz, née le 14 octobre 1950 à Birmingham dans le Michigan, est une coureuse cycliste et patineuse de vitesse américaine.

## Biographie
Sheila Young et sa famille déménagent à Détroit (Michigan), où elle est diplômée de Denby High School en 1968. Elle est membre de Wolverine Sports Club dans la région de Detroit, qui a produit trois médaillés olympiques depuis 1972. Leurs sports sont le vélo, le patinage de vitesse sur longue piste, le patinage de vitesse sur piste courte. Ses deux parents ont pratiqué le cyclisme et le patinage de vitesse et ils encouragent Sheila et ses trois frères et sœurs à faire de même. Son frère Roger Young (en) a également acquis une renommée en tant que cycliste, remportant sept championnats nationaux, la médaille d'or aux Jeux panaméricains de 1975 dans la poursuite par équipe, et une participation aux Jeux olympiques d'été de 1972.
À la veille des Jeux olympiques d'hiver de 1976, elle annonce ses fiançailles avec Jim Ochowicz, un coureur cycliste. Il a participé aux mêmes Jeux Olympiques d'été (1972 et 1976) que son frère Roger Young, mais dans différentes épreuves cyclistes -. Ochowicz dans la poursuite par équipe de 4 km, Roger Young dans le sprint.
Sa meilleure année est 1976, quand elle remporte trois médailles de vitesse olympique de patinage (une de chaque couleur). Elle est également médaillée de bronze aux championnats du monde de patinage de vitesse, championne du monde de patinage de vitesse au sprint et elle bat trois records du monde. Elle devient aux États-Unis championne nationale de vitesse et championne du monde de sprint.
Jeune retraitée du cyclisme et du patinage de vitesse, elle travaille avec son mari pour le Comité olympique de Lake Placid. Ils ont fondé une famille et ont déménagé à Milwaukee, Wisconsin. En 1981, à 31 ans, elle sort de sa retraite, et remporte le titre mondial et national en sprint puis se retire à nouveau en 1982.
Ses trois médailles olympiques en 1976 font d'elle la première athlète aux États-Unis à remporter trois médailles aux Jeux olympiques d'hiver. Ses titres de championne du monde de patinage de vitesse sur piste courte en 1973 font d'elle la première athlète féminine aux États-Unis à accomplir cet exploit. Son titre de championne du monde de patinage de vitesse sur piste courte 1973 et son titre de championne du monde de sprint en cyclisme sur piste la même année font d'elle la première athlète à remporter des championnats du monde dans deux sports dans la même année. Le Comité olympique des États-Unis l'a nommée Sportive de l'année en 1976 et 1981 pour ses réalisations en cyclisme et en patinage de vitesse. Elle a été intronisée dans l'International Women's Sports Hall of Fame en 1981, le  United States Bicycling Hall of Fame en 1988, et le National Speedskating Hall of Fame en 1991.
Jim et Sheila Ochowicz vivent à Palo Alto, en Californie et ont trois enfants; Alex, Elli, et Kate. Leur fille Elli Ochowicz (en) est aussi patineuse de vitesse qui a participé aux Jeux olympiques d'hiver en 2002, 2006 et 2010. [1] Sheila est désormais enseignant en éducation physique à La Entrada Middle School.

## Palmarès en cyclisme
- Marseille 1972
  -  Médaillée de bronze de la vitesse individuelle
- Saint-Sébastien 1973
  -  Championne du monde de vitesse individuelle
- Rocourt 1975
  -  Médaillée de bronze de la vitesse individuelle
- Monteroni di Lecce 1976
  -  Championne du monde de vitesse individuelle
- Brno 1981
  -  Championne du monde de vitesse individuelle
- Leicester 1982
  -  Médaillée d'argent de la vitesse individuelle

### Championnats nationaux
- Championne des États-Unis de vitesse individuelle en 1971, 1973, 1976, 1981

## Palmarès en patinage

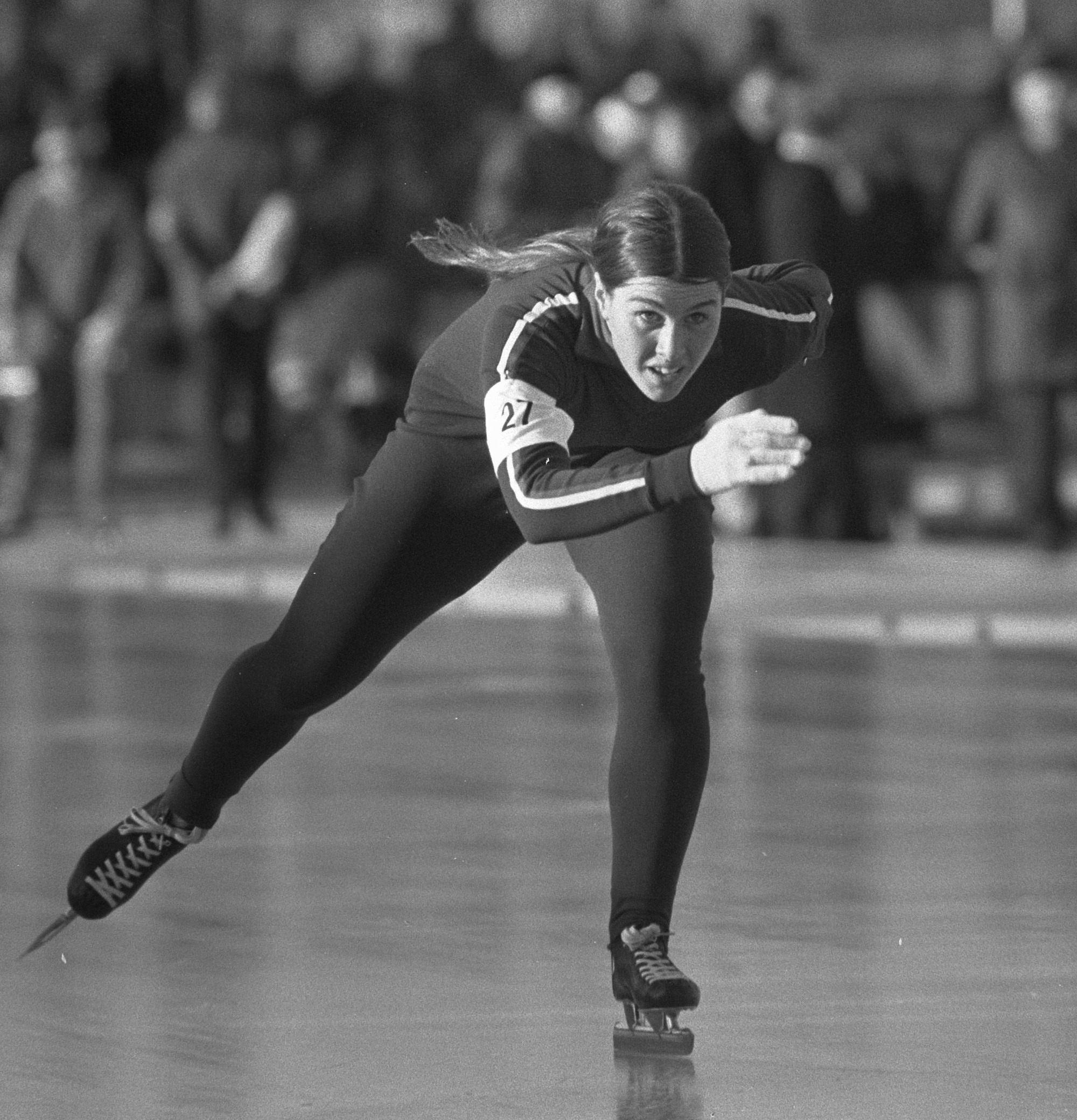
Sheila Young en 1974

### Jeux olympiques
- Innsbruck 1976
  -  Championne olympique du 500 mètres
  -  Médaillée d'argent du 1 500 mètres
  -  Médaillée de bronze du 1 000 mètres

### Championnats du monde
- 1965
  -  Médaillée de bronze toutes épreuves
- 1966
  -  Médaillée de bronze toutes épreuves
- 1973
  -  Championne du monde de sprint
- 1975
  -  Championne du monde de sprint
- 1976
  -  Championne du monde de sprint